# Froelichia alata
Froelichia alata är en amarantväxtart som beskrevs av Sereno Watson. Froelichia alata ingår i släktet Froelichia och familjen amarantväxter. Inga underarter finns listade i Catalogue of Life.